# Alexander Gottlieb Baumgarten
Alexander Gottlieb Baumgarten (Berlín, 17 de julio de 1714-Fráncfort del Óder, 27 de mayo de 1762) fue un filósofo y profesor alemán que continuó la tradición de la filosofía ilustrada de Gottfried Leibniz y Christian Wolff, y contribuyó a la disciplina filosófica de la estética.

## Biografía

### Familia
Alexander Gottlieb Baumgarten nació el 17 de julio de 1714 en Berlín, hijo del predicador de la guarnición Jakob Baumgarten (Wolmirstedt, 30 de agosto de 1668-Berlín, 1 de julio de 1722) y de Rosina Elisabeth Baumgarten, de soltera Wiedemann (Berlín, 10 de febrero de 1690- ibid., 23 de mayo de 1717). Uno de sus padrinos fue Alexander Hermann, conde de Wartensleben.
Era el quinto de siete hijos, si bien solo cuatro de ellos habían alcanzado el primer año de vida. Su hermano mayor fue el teólogo Jakob Baumgarten.

### Primeros años y formación
Baumgarten asistió al gymnasium del Convento Gris en Berlín, regido por Martin Georg Christgau (1697-1776). Tras la temprana pérdida de su madre y su padre —con tres y ocho años edad, respectivamente—, asistió al seminario de Halle an der Saale, dirigido por el clérigo August Hermann Francke según el espíritu del pietismo, y posteriormente estudió Teología, Filosofía y Bellas Ciencias (schöne Wissenschaften, es decir: Retórica y Poética) en la Universidad de Halle. Además, asistió a las lecciones del filósofo racionalista Christian Wolff en Jena.
Una vez aprobado el examen de maestría, trabajó como profesor de Poética y Lógica en el orfanato al que él mismo había asistido. En su disertación Meditaciones filosóficas sobre algunos asuntos relativos al poema (1735), establecía la estética como una disciplina filosófica independiente, complementaria o «hermana» de la lógica.

### Madurez
En 1737 fue nombrado profesor extraordinario de Filosofía (Weltweisheit) en Halle. Después, en 1740, pasó a ocupar el puesto de profesor ordinario de Filosofía y Bellas Ciencias en la Universidad Brandeburguesa de Fráncfort del Óder (precursora de la actual Universidad Europea Viadrina) por veintidós años, el resto de su relativamente efímera vida. El primer curso de Estética lo dictó en 1742 en aquella universidad, donde sería elegido rector al año siguiente.
También por aquel entonces publicara sus libros Metaphysica (1739) y Ethica philosophica (1740). Pero su obra magna llegaría en 1750, con el primer volumen de Aesthetica; un proyecto del que solo lograría completar otro tomo más, en 1758. Su último libro editado en vida, Acroasis logica (1761), apareció un año antes de su muerte. A título póstumo saldría de la imprenta la Philosophia generalis (1770).

## Pensamiento
Baumgarten fue seguidor de Christian Wolff y de Gottfried Leibniz. En su trabajo Reflexiones filosóficas acerca de la poesía (1735) introdujo por primera vez el término «estética», con lo cual designó la ciencia que trata del conocimiento sensorial que llega a la aprehensión de lo bello y se expresa en las imágenes del arte, en contraposición a la lógica como ciencia del saber cognitivo. 
Sus escritos sobre la justificación estética representaron un punto de inflexión en la gnoseología hacia la sensibilidad, valorada como fuente de conocimiento. Para Baumgarten, en la estética debe ofrecerse una forma de acceso al mundo cognitivo capaz de transmitir conocimientos fiables análogos a la obra de la razón. Tal modo de conocimiento, análogo al conocimiento racional (analogon rationis), debería surgir a través de las facultades cognitivas inferiores —los sentidos—, sometidos a la razón por la epistemología leibniziano-wolffiana. En esto es central que a los sentidos se les asigna su propio juicio: el gusto. Así, la poesía —y con ella la poética— se convirtió en un medio de transmitir el conocimiento de manera sensorial o sensible.
A los problemas del conocimiento sensorial consagró su trabajo inacabado Estética (vol. 1, 1750; vol. 2, 1758). Baumgarten no es el fundador de la estética como ciencia, pero el término por él introducido en el campo filosófico respondía a las necesidades de la investigación en esta esfera del saber, y alcanzó amplia difusión.
Se encuadró en el esquema filosófico de Wolff, el ordenador didáctico del pensamiento de Leibniz. En la división de los temas, se inicia claramente en la gnoseología, para después derivar en la metafísica y la física, por último en la ética.

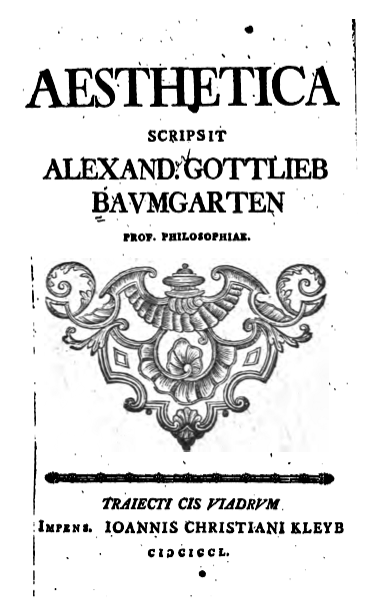
Portada de la Aesthetica (1750), de Baumgarten.

Tratando del conocimiento, y apreciando el conocimiento sensible, lo interpretó aún al modo de Descartes, como una práctica inferior, al modo de idea confusa. En este plan de la sensibilidad, como una gnoseología inferior, trató de lo que también denominó «estética». Baumgarten tiene el mérito de haber tratado por separado el sentimiento de la apreciación del arte y de la belleza en general, aunque encuadrándolo como un conocimiento sensible. Creó el nombre de la disciplina Estética, a partir del adjetivo griego aisthetike ('estético'), que surge del sustantivo aisthesis (= sensación) a través de la construcción habitual «ciencia de la aisthesis» —es decir, del conocimiento sensible—. Usa por primera vez el término en su obra de 1735, haciéndolo título de un libro en 1750. Sobre el arte estableció que el mismo resulta de la actividad intelectual y también de la sensitiva; por eso la noción de belleza no es una idea clara y distinta, como puede acontecer con las ideas mentales, sino que se trata de una idea confusa. Desde el siglo xviii —esto es: desde Baumgarten—, ganó espacio la concepción subjetiva de la belleza, como algo resultante de la obra del hombre, ya no siendo simplemente una propiedad objetiva de las cosas. Para la ontología tradicional, la belleza es, por el contrario, una propiedad objetiva del ente, en cuanto es visto como perfección.

### Recepción e influencia
Immanuel Kant, quien también fuera seguidor de Wolff y tenía a Baumgarten en alta estima, utilizó su Metaphysica (su cuarta edición, de 1757) y su Initia philosophiae practicae primae (de 1760) como fundamento para sus propias lecciones sobre metafísica y filosofía práctica. Sin embargo, rechazó el sentido de «crítica del gusto» que Baumgarten le dio al término «estética»; en cambio, denominó a su estudio gnoseológico de la sensación y de sus formas apriorísticas de espacio y tiempo «estética trascendental», en el sentido de ciencia de los principios de la sensibilidad, sin relacionarlo directamente con el arte. En su Crítica del juicio (1790) abordaría la concepción del gusto en la estética de Baumgarten, cimentada en la perfección del conocimiento sensible.
El pensamiento de Baumgarten, escrito en latín, se daría a conocer en Alemania, sobre todo, a través de su alumno Georg Friedrich Meier. Su concepción de la estética ejerció gran influencia, entre otros, en Johann Gottfried Herder. Y su ideal del «felix aestheticus» —el «hombre» con facultad universal para el conocimiento sensible y la actuación «natural» (sin el condicionamiento «civil»)— fue importante para el culto al genio del siglo xviii, así como para el influyente escrito epistolar de Friedrich Schiller, Sobre la educación estética del hombre (1795).

## Obras
- Dissertatio chorographica, Notiones superi et inferi, indeque adscensus et descensus, in chorographiis sacris occurentes, evolvens (1735)
- Meditationes philosophicae de nonnullis ad poema pertinentibus (1735)
- De ordine in audiendis philosophicis per triennium academicum quaedam praefatus acroases proximae aestati destinatas indicit Alexander Gottlieb Baumgarten (1738)
- Metaphysica (1739)
- Ethica philosophica (1740)
- Alexander Gottlieb Baumgarten eröffnet Einige Gedancken vom vernünfftigen Beyfall auf Academien, und ladet zu seiner Antritts-Rede [...] ein (1740)
- Serenissimo potentissimo principi Friderico, Regi Borussorum marchioni brandenburgico S. R. J. archicamerario et electori, caetera, clementissimo dominio felicia regni felicis auspicia, a d. III. Non. Quinct. 1740 (1740)
- Philosophische Briefe von Aletheophilus (1741)
- Scriptis, quae moderator conflictus academici disputavit, praefatus rationes acroasium suarum Viadrinarum reddit Alexander Gottlieb Baumgarten (1743)
- Aesthetica (1750 - 1758)
- Initia Philosophiae Practicae. Primae Acroamatice Archivado el 16 de julio de 2011 en Wayback Machine. (1760)
- Acroasis logica in Christianum L.B. de Wolff (1761)
- Ius naturae (posthum 1763)
- Sciagraphia encyclopaedia philosophicae (ed. Johs. Christian Foerster 1769)
- Philosophia generalis (ed. Johs. Christian Foerster 1770)
- Alex. Gottl. Baumgartenii Praelectiones theologiae dogmaticae (ed. Salomon Semmler (1773)
- Metaphysica (übers. Georg Friedrich Meier 1776)
- Gedanken über die Reden Jesu nach dem Inhalt der evangelischen Geschichten (ed. F.G. Scheltz & A.B. Thiele; 1796-1797)

### Obras de Baumgarten
- Baumgarten, Alexander Gottlieb (1735). Meditationes philosophicae de nonnullis ad poema pertinentibus, quas amplissimi philosophorum ordinis consensu [Meditaciones filosóficas sobre algunos asuntos relativos al poema]. Halle an der Saale: Johann Heinrich Grunert.
  - —— (1955). Reflexiones filosóficas acerca de la poesía. Traducción, edición y notas de José Antonio Míguez (edición bilingüe). Madrid: Aguilar.
  - —— (1999). «Reflexiones filosóficas en torno al poema».  En Baumgarten, Alexander Gottlieb; Mendelssohn, Moses; Winckelmann, Johann Joachim; Hamann, Johann Georg, ed. Belleza y verdad. Traducción de Catalina Terrasa Montaner. Barcelona: Alba. pp. 23-78.
  - —— (2014). Meditaciones filosóficas en torno al poema. Traducción, edición y notas de Pablo Chiuminatto y Javier Beltrán. Santiago de Chile: Orjikh.